# Gornji Kozji Dol
Gornji Kozji Dol (en serbe cyrillique : Горњи Козји Дол) est un village de Serbie situé dans la municipalité de Trgovište, district de Pčinja. Au recensement de 2011, il comptait 259 habitants.

## Démographie
| 1948 | 1953 | 1961 | 1971 | 1981 | 1991 | 2002 | 2011 |
| ---- | ---- | ---- | ---- | ---- | ---- | ---- | ---- |
| 334  | 346  | 331  | 235  | 178  | 119  | 101  | 259  |

|  |